# Stazione di Arnad
La stazione di Arnad (in francese: gare d'Arnad) era una fermata ferroviaria posta sulla linea Chivasso-Aosta, al servizio del comune di Arnad.

## Storia
La stazione venne inaugurata come "Stazione di Arnaz" nel 1886 in ragione del nome originale del paese omonimo, mutato in Arnad nel 1976; soppressa negli anni sessanta.

## Strutture ed impianti
Al 1955 la stazione disponeva del solo binario di corsa della linea, servito da una banchina.

Il fabbricato viaggiatori era strutturato su 2 piani, dotato di scantinato, situato al Km 58+216,81 della ferrovia Chivasso-Aosta, sul lato ad est del tracciato, che in quel punto descriveva una curva con centro ad ovest del binario.
Di lato al fronte nord del fabbricato vi era la latrina.

## Movimento
La stazione era servita da treni regionali di Trenitalia nell'ambito del contratto di servizio stipulato con la Regione autonoma Valle d'Aosta.